# Mandevilla subcordata
Mandevilla subcordata är en oleanderväxtart som beskrevs av Henry Hurd Rusby. Mandevilla subcordata ingår i släktet Mandevilla och familjen oleanderväxter. Inga underarter finns listade i Catalogue of Life.